# عباس خلف
عباس خلف كان المترجم الخاص لصدام حسين من اللغتين الروسية والعربية. عينه صدام حسين سفيرًا للعراق في روسيا . وبعد غزو العراق عام 2003 بقي في روسيا مع عائلته. توفي في عام 2013.

## الاقتباسات
- كثيرون يقولون إنه اضطهد الشيعة والأكراد. أنا شيعي، لست من مدينته، ولا من عشيرته. عندما أسمع مثل هذه الأمور، أستطيع أن أقول من تجربتي الخاصة إنها مبالغة.
- كان عادلًا في ظلمه للجميع. أعني، إذا وُجدت أي معارضة، شيعية، كان يسحقها، ولأن الشيعة هم الأكثرية فكانوا هم الأخطر عليه. بالنسبة له، لم يكن الأمر يهم، شيعية أم سنية أم كردية أم عربية، هذه كلها أمور لم يكن يركز عليها سوى الإسلاميين السنة. إن جميع من رفعوا رؤوسهم أمام صدام، وضعهم في أماكنهم.

وفقًا لـ حددت حكومة الولايات المتحدة عباس خلف قنفوث باعتباره السفير العراقي السابق لدى روسيا ومسؤولًا كبيرًا في النظام العراقي السابق، كما هو موضح في الأمر التنفيذي 13315 وفي قرار مجلس الأمن التابع للأمم المتحدة رقم 1483. وتشير المعلومات المتوفرة لدى الحكومة الأميركية إلى أن قنفوث ربما استغل منصبه الرفيع في اختلاس أموال النظام السابق.

## روابط خارجية
- مترجم صدام السابق يتذكر تنبؤات مخيفة
- السفير العراقي في روسيا عباس خلف كنفود فخور بوطنه
- السفير العراقي سيبقى في موسكو أطول فترة ممكنة